# 862 Franzia
Franzia (asteróide 862) é um asteróide da cintura principal com um diâmetro de 27,26 quilómetros, a 2,5702503 UA. Possui uma excentricidade de 0,0828543 e um período orbital de 1 713,54 dias (4,69 anos).
Franzia tem uma velocidade orbital média de 17,79197705 km/s e uma inclinação de 13,89607º.
Esse asteróide foi descoberto em 28 de Janeiro de 1917 por Max Wolf.